# Peter Olsson (musiker)
För andra betydelser, se Peter Olsson.
Peter Olsson, född 21 oktober 1961 i Danderyd, Stockholms län, är en svensk basist och originalmedlem i hårdrockbandet Europe. Olsson spelade i bandet mellan 1979 och 1981.